# 歡樂元帥
歡樂元帥又名（春光燦爛之歡樂元帥）是2011年中國開拍的電視劇，翻拍自2000年电视剧《春光灿烂猪八戒》。以古裝、神話、作題材，由福納影視公司投資，著名作家范小天導演執導，古巨基、蔡卓妍、鍾欣潼、郭晉安、吳卓羲、恬妞等人主演。此劇取景於江蘇昆山福納影視基地，於2011年4月28日開機拍攝。全劇共分四個單元，該劇共有50多位中港台明星組成的強大演員陣容；預計7月殺青。2012年1月全國電視台上映。

## 播出時間及平台
| 頻道                   | 所在地 | 播放日期及時間                  |
| ---------------------- | ------ | ------------------------------- |
| 山東電視台（齊魯頻道） | 中国   | 2012年1月7日每週一至週五18：55  |
| 湖北電視台（綜合頻道） | 中国   | 2012年1月12日每週一至週五19：35 |
| 深圳衛視               | 中国   | 2012年1月23日每週一至週五19：30 |
| 安徽衛視               | 中国   | 2012年1月26日每週一至週五00：00 |
| 四川電視台（公共頻道） | 中国   | 2012年7月30日每週一至週五20：00 |
| 北京電視台（文藝頻道） | 中国   | 2012年7月30日每週一至週五21：30 |
| MioTV CH502 佳樂台     | 新加坡 | 2012年12月3日 週一至周五10:10PM |
| CCTV-8                 | 中国   | 2013年1月21日每週一至週五15：50 |

## 演員表

### 主要角色
| 演員   | 角色     | 介紹                                                                                               |
| 古巨基 | 帥帥哥   | 原為豬，在太白金星特准下成為人類 小龍女之夫 太白金星、孫悟空、二牛好友 曾喜歡嫦娥 擔任神位天蓬元帥 |
| 古巨基 | 朱天帥   | 帥帥哥主人 苗妙妙未婚夫 小龍女報恩對象 在太白金星與天貓女的激戰中意外被打死                        |
| 蔡卓妍 | 小龍女   | 東海三公主 為了向朱天帥報恩而來到凡間 帥帥哥之妻                                                   |
| 郭晉安 | 太白金星 | 太白金星 太上老君之弟 帥帥哥好友 天貓女宿敵                                                        |

### 其他角色
| 演員   | 角色     | 介紹         |
| 岳躍利 | 東海龍王 |              |
| 恬 妞  | 東海龍   |              |
| 楊紫彤 | 二龍女   | 東海二公主   |
| 高鑫   | 玉皇大帝 | 吳剛之兄     |
| 顏丹晨 | 王母娘娘 |              |
| 韓振華 | 太上老君 | 太白金星之兄 |
| 徐 震  | 二郎神   |              |
| 劉昌偉 | 龜丞相   |              |

### 單元一： 開天闢地八大戒
| 演員   | 角色   | 介紹                                                          |
| 鍾欣潼 | 天貓女 | 天貓女 太白金星宿敵 附身於苗妙妙身體 受帥帥哥的幫助而改邪歸正 |
| 鍾欣潼 | 苗妙妙 | 妙妙 朱天帥未婚妻 被天貓女附身                                |
| 戴春榮 | 妙妙娘 |                                                               |
| 何雲偉 | 朱老忠 | 朱天帥二叔 被妙妙娘殺死                                       |
| 秦 煌  | 大 夫  |                                                               |
| 張恩齊 | 小女工 |                                                               |

### 單元二：天崩地裂愛死你
| 演員   | 角色        | 介紹                                                           |
| 馬 蘇  | 嫦 娥       | 后羿之妻 後因喝忘情水而忘記與吳剛的一段感情 曾是帥帥哥喜歡對象 |
| 張丹峰 | 后 羿 二 牛 | 二牛的前世為后羿 帥帥哥好友                                    |
| 吳卓羲 | 吳 剛       | 玉皇大帝之弟 曾和嫦娥有過一段感情                              |
| 李 菁  | 烏天師      | 烏狗精 後被二郎神收服                                          |
| 劉儀偉 | 月 老       |                                                                |

### 單元三：三戲孫悟空
| 演員   | 角色   | 介紹                                                                                |
| 費振翔 | 孫悟空 | 花果山大王、齊天大聖 帥帥哥好友 曾當任神位弼馬溫 因大鬧天庭而被如來佛祖壓於五指山下 |
| 洪卓立 | 小 俊  | 藥童 喜歡小龍女 死後化身為一棵樹                                                    |

### 單元四：驚天動地搶新娘
| 演員   | 角色       | 介紹                                             |
| 邵美琪 | 南海大公主 | 又稱賭公主 女扮男裝和帥帥哥結拜為兄弟 喜歡帥帥哥 |
| 詩 雅  | 南海二公主 | 又稱打公主                                       |
| 苑新雨 | 南海三公主 | 又稱吹公主                                       |
| 張致恆 | 南海龍太子 | 因頭部受過傷而成為智障                           |

## 主题曲
- 片頭曲：《公告天下我爱你》

演唱者：古巨基
作曲：古巨基
填詞：林夕
- 片尾曲：《有實無名》

演唱者：古巨基
作曲：張佳添
填詞：李焯雄
- 片頭曲：《好春光》

演唱者：
作曲：
填詞： 王遠
編曲：
- 片尾曲：《一滴淚》

演唱者：任東霖/朱江
作曲：王備
填詞：任東霖
編曲：
- 插曲《放開你的理由》

演唱者：韓晶
作詞：賴殷盛/章毅
作曲：賴殷盛/章毅
- 插曲《我們之間》

演唱者：Twins
作詞：陳少琪
作曲：謝芊彤/阿房宫
編曲：陳台證
- 片頭曲《英雄之歌》

演唱者︰阿木
作詞︰鍾志榮
作曲︰鍾志榮
編曲︰張兆鴻
- 片尾曲《小魚與傻瓜》

演唱者︰阿木 覃怡婷
作詞︰鍾志榮
作曲︰鍾志榮
編曲︰張兆鴻

## 幕後團隊
- 總導演：范小天
- 導演：鄭偉文、韋家輝、杜琪峰、遊達志、鐘侃燮
- 監製：梁崇勳
- 總監制：張炭
- 總編劇：張炭
- 武術指導：馬玉成
- 造型設計：莊志良
- 特效指導：林長明
- 藝術總監：李惠民
- 化妝造型師：陳國雄

## 資料來源
1. ↑  .   [2011-06-08]. （原始内容存档于2020-07-17）.

## 相關連結
| 佳乐台 週一至週五 22:00 - 23：00                   | 佳乐台 週一至週五 22:00 - 23：00         | 佳乐台 週一至週五 22:00 - 23：00 |
| -------------------------------------------------- | ---------------------------------------- | -------------------------------- |
|                                                    | 歡樂元帥 （2012年12月3日－2013年2月4日） |                                  |
| 剑侠情缘之藏剑山庄 (2012年10月17日-2012年11月30日) | 终极一班2 (2013年2月5日-2013年3月25日)   |                                  |

- 《欢乐元帅》新浪專題 （页面存档备份，存于）